# Microdytes menopausis
Microdytes menopausis (лат.) — вид жуков-плавунцов рода Microdytes из подсемейства Hydroporinae (Dytiscidae). Длина менее 2 мм. Юго-Восточная Азия: Лаос, Таиланд. Обнаружен в небольшом ручье (около 1—2 м в ширину) с песчаным дном.

## Описание
Жуки мелких размеров; длина овального тела менее 2 мм (1,4—1,7 мм). От близких видов отличаются следующими признаками:
апикальные три стернита почти без пунктировки; более грубые пунктировки на надкрыльях отчётливо двух видов; надкрылья преимущественно тёмно-коричневые; наличник выпрямлен и слегка окаймлён посередине; тело ромбовидной формы; пронотум преимущественно желтовато-коричневый; задние тазики самца без волосков. Надкрылья без постмедиального пятна около шва. Пронотум без поперечной полосы. На задних тазиках грубые пунктуры. Надкрылья без вдавления на латеральной стороне.